# Unearth
Unearth – amerykańska grupa muzyczna wykonująca metalcore.

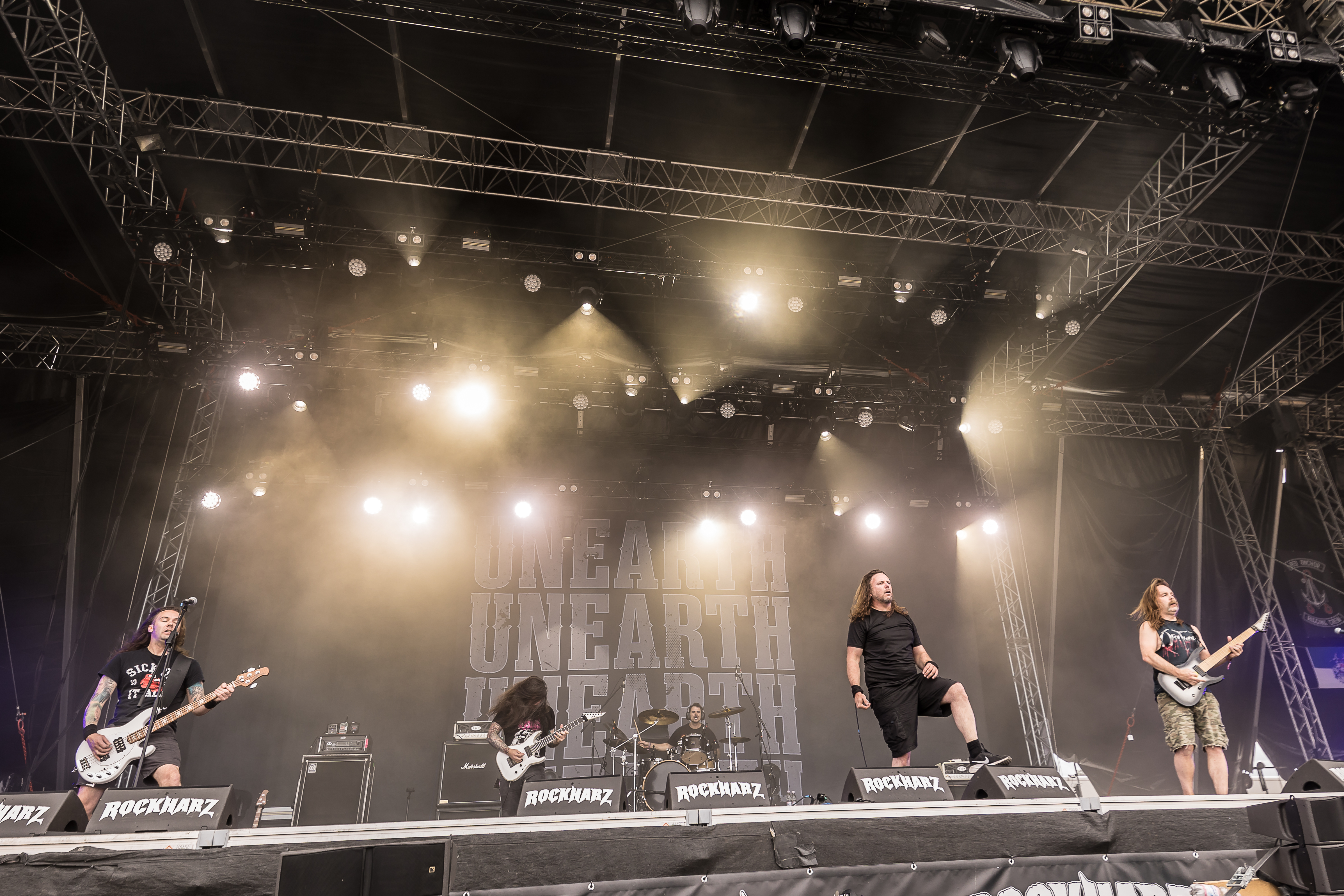
Unearth podczas festiwalu Rockharz 2024

## Historia
Muzycy założyli grupę w 1998 mając wtedy po 20 lat. Debiutancki album The Stings of Conscience odbił się głośnym echem w podziemnej scenie metalcore’owej. Ich muzyka to połączenie nowoczesnego metalu i hardcore’u, jednak często wykraczają poza granice gatunku, jak np. w swoim albumie III: In the Eyes of Fire, gdzie wprowadzili trochę thrashmetalowego brzmienia. Znani są również z tego, że grają na siedmiostrunowych gitarach, podczas gdy basista korzysta z pięciostrunowego basu.
Derek Kerswill był w latach 2003–2009 aktywny w formacji Seemless, którą założył wraz z byłym wokalistą Killswitch Engage Jessem Leachem. Jest on także członkiem zespołu Kingdom of Sorrow, a także współtworzy projekt Burn Your Wishes wraz z Adamem Dutkiewiczem (Killswitch Engage), który był producentem wszystkich albumów studyjnych Unearth. Po odejściu z Unearth w 2010 Kerswill oraz były basista grupy Seemless Jeff Fultz stworzyli projekt muzyczny pod nazwą Dead Of Night (jego członkami są także gitarzyści grupy Shadows Fall: Jonathan Donais i Matt Bachand oraz wokalista Jason Witte, znany z grupy Goaded).
Na 2011 zaplanowano premierę nowego albumu grupy, której producentem został ponownie Adam Dutkiewicz. Płyta została raz jeszcze wydana nakładem wytwórni Metal Blade Records. Do nagrań zaangażowano perkusistę Justina Foleya z Killswitch Engage. Album zatytułowany Darkness in the Light miał premierę 5 lipca 2011.
W styczniu 2012 poinformowano, że nowym perkusistą zespołu został Nick Pierce, który w 2011 jednorazowo wystąpił z zespołem podczas koncertu, a sami muzycy Unearth poznali go dzięki jego interpretacjom muzyki Unearth na perkusji, publikowanym przez niego na stronie internetowej YouTube.
28 października 2014 ukazała się szósta płyta Unearth, pt. Watchers of Rule. 23 listopada 2018 premierę miała płyta pt. Extinction(s).
Przez lata za śpiew melodyjny odpowiadał Ken Susi, w tym na albumie Darkness in the Light z 2011, ale z wyjątkiem The Oncoming Storm.
Na początku czerwca 2022 ogłoszono, że z zespołu odszedł perkusista Nick Pierce, a w jego miejsce ponownie został zaangażowany Michael (Mike) Justian z myślą o występach koncertowych. Także w czerwcu 2022 w składzie koncertowym As I Lay Dying zostali ogłoszeni zarówno Pierce, jak i gitarzysta Unearth, Ken Susi. On w październiku 2022 przyznał, że nie pozostaje już w pracy nad nowym materiałem muzycznym ani też nie występuje na koncertach Unearth. Według Trevora Phippsa „nadszedł właściwy czas na rozstanie. Bycie razem (już) nie było zdrowe dla żadnej ze stron. (...) Mieliśmy pewne różnice osobiste i nie byliśmy po tej samej stronie w wielu sprawach”.
Na początku 2023 ogłoszono, że nowym muzykami w składzie Unearth zostali znani z członstwa w zespole przed laty: Peter Layman (dotychczas w formacji Apiary) oraz perkusista Michael (Mike) Justian. Na 5 maja 2023 przewidziano premierę albumu The Wretched; The Ruinous.

## Twórczość
W lirykach utworów podejmował tematy nierówności w zakresie środowiska naturalnego i ekonomicznych, podziałów politycznych i moralnych, wymierania gatunków.
Jak w 2023 przyznał Trevor Phipps, na każdym albumie grupy począwszy od The Stings of Conscience poruszał kwestię kryzysu ekologicznego, natomiast wydany w 2023 The Wretched; The Ruinous także dotyczył tej problematyki, aczkolwiek w odróżnieniu od poprzednich był już materiałem konceptualnym.
Podczas odwiedzin Polski na trasie koncertowej przed 2010 muzycy odwiedzili obóz koncentracyjny Auschwitz-Birkenau.

## Muzycy
| Obecny skład zespołu - Buz McGrath – gitara (1998-) - Trevor Phipps – wokal (1998-) - Chris O’Toole – gitara basowa (2014-) - Michael Justian – perkusja (2002-2007, 2022-) - Peter Layman – gitara (2005, 2022-) Byli członkowie zespołu - Paul Antignai – perkusja - Chris „Rover” Rybicki – gitara basowa (1998-2002), zmarł w 2010 wskutek wypadku drogowego - Mike Rudberg – perkusja (1998-2002) - Derek Kerswill – perkusja (2007-2010) - John „Slo” Maggard – gitara basowa (2001-2014) - Nick Pierce – perkusja (2012-2022) - Ken Susi – gitara (1998-2022) |  | Byli muzycy koncertowi - Doc Coyle – gitara basowa (2013) - Kia Eshghi – gitara (2001-2004) - Scott McDonald – gitara (2001) - Tim Mycek – perkusja (2002) - Dave Stauble – gitara (2002) - Gene Hoglan – perkusja (2007) - Emil Werstler – gitara (2009) - Justin Foley – perkusja (2011-2012) - Matt DeVries – gitara basowa (2013-2015) - Jordan Mancino – perkusja (2016-2017) |

## Dyskografia
| 2001                           | The Stings of Conscience - Data: 16 stycznia 2001 - Wydawca: Eulogy Recordings  | –   | –  | – | –  |
| 2004                           | The Oncoming Storm - Data: 29 czerwca 2004 - Wydawca: Metal Blade Records       | 105 | 6  | 1 | –  |
| 2006                           | III: In the Eyes of Fire - Data: 8 sierpnia 2006 - Wydawca: Metal Blade Records | 35  | 2  | – | 86 |
| 2008                           | The March - Data: 14 października 2008 - Wydawca: Metal Blade Records           | 45  | 3  | – | –  |
| 2011                           | Darkness in the Light - Data: 5 lipca 2011 - Wydawca: Metal Blade Records       | 72  | 14 | – | 99 |
| 2014                           | Watchers of Rule - Data: 28 października 2014 - Wydawca: Metal Blade Records    | 105 | 25 | – | –  |
| 2018                           | Extinction(s) - Data: 23 listopada 2018 - Wydawca: Century Media Records        |     |    | – | –  |
| 2023                           | The Wretched; The Ruinous - Data: 5 maja 2023 - Wydawca: Century Media Records  |     |    | – | –  |
| „–” pozycja nie była notowana. |                                                                                 |     |    |   |    |

| Rok  | Tytuł                                                                       |
| ---- | --------------------------------------------------------------------------- |
| 1999 | Above the Fall of Man - Data: 12 maja 1999 - Wydawca: Endless Fight Records |
| 2002 | Endless - Data: 17 września 2002 - Wydawca: Eulogy Recordings               |

| Rok  | Tytuł                                                                     |
| ---- | ------------------------------------------------------------------------- |
| 2005 | Our Days of Eulogy - Data: 15 listopada 2005 - Wydawca: Eulogy Recordings |

| Rok  | Tytuł                                                                          |
| ---- | ------------------------------------------------------------------------------ |
| 2008 | Alive From The Apocalypse - Data: 28 marca 2008 - Wydawca: Metal Blade Records |

## Teledyski
| Rok  | Tytuł                       | Reżyseria                                     | Album                           | #             |
| ---- | --------------------------- | --------------------------------------------- | ------------------------------- | ------------- |
| 2001 | „One Step Away”             | –                                             | The Stings of Conscience        | [ 31 ]        |
| 2004 | „The Great Dividers”        | Dale Resteghini, My Good Eye Films            | The Oncoming Storm              | [ 32 ] [ 33 ] |
| 2005 | „Endless”                   | Jerry Clubb, Jon Biddle, Mental Suplex Videos | The Oncoming Storm              | [ 34 ] [ 35 ] |
| 2005 | „Zombie Autopilot”          | Greg Kaplan                                   | The Oncoming Storm              | [ 36 ] [ 37 ] |
| 2005 | „Black Hearts Now Reign”    | Doug Spangenberg, High Roller Studios         | The Oncoming Storm              | [ 38 ] [ 39 ] |
| 2006 | „Giles”                     | Darren Doane, The Filmcore                    | III: In the Eyes of Fire        | [ 40 ] [ 41 ] |
| 2007 | „Sanctity Of Brothers”      | Soren Kragh-Jacobsen, Soren Films             | III: In the Eyes of Fire        | [ 42 ] [ 43 ] |
| 2007 | „This Glorious Nightmare”   | –                                             | III: In the Eyes of Fire        | [ 44 ]        |
| 2008 | „March Of The Mutes”        | –                                             | Alive From The Apocalypse (DVD) | [ 45 ]        |
| 2008 | „My Will Be Done”           | David Brodsky, My Good Eye Films              | The March                       | [ 46 ] [ 47 ] |
| 2009 | „Grave Of Opportunity”      | –                                             | The March                       | [ 48 ]        |
| 2010 | „Crow Killer”               | –                                             | The March                       | [ 49 ]        |
| 2012 | „Watch It Burn”             | Scott Hansen                                  | Darkness in the Light           | [ 50 ]        |
| 2016 | „Never Cease”               | –                                             | Watchers of Rule                | [ 51 ]        |
| 2016 | „The Swarm”                 | –                                             | Watchers of Rule                | [ 52 ]        |
| 2018 | „One With The Sun”          | Tim Dennesen                                  | Extinction(s)                   | [ 53 ]        |
| 2019 | „Incinerate”                | Daniel Vandal                                 | Extinction(s)                   | [ 54 ] [ 55 ] |
| 2019 | „Sidewinder”                | –                                             | Extinction(s)                   | [ 56 ] [ 57 ] |
| 2023 | „The Wretched; The Ruinous” | Seidai Takekoshi                              | The Wretched; The Ruinous       | [ 58 ]        |
| 2023 | „Mother Betrayal”           | Neil Corbin, Unearth                          | The Wretched; The Ruinous       | [ 59 ]        |
| 2023 | „Into the Abyss”            | Neil Corbin                                   | The Wretched; The Ruinous       | [ 60 ]        |
| 2023 | „Dawn Of The Militant”      | Nick Forkel                                   | The Wretched; The Ruinous       | [ 61 ]        |
| 2024 | „Eradicator”                | xvandalx                                      | The Wretched; The Ruinous       | [ 62 ]        |